# 世俗貴族
世俗貴族（せぞくきぞく、英語: Lords Temporal）は、イギリスの貴族院議員のうち、世俗に属する議員を指す呼称。「世俗貴族」という呼称は一代貴族と世襲貴族を含み（ただし、1999年貴族院法の制定以降は世襲貴族が92議席に制限された）、聖公会の主教として貴族院議員に就任する聖職貴族との対比という文脈で使われている。

## 歴史
世俗貴族として貴族院議員に就任する権利はアイルランド貴族を除く全ての世襲貴族に与えられた時期があったが、1999年貴族院法の施行に伴い世襲貴族の議席は92議席に制限された。世襲爵位の大半が男性しか継承できないため、2008年以降に貴族院議員に在任する世襲貴族のうち女性は第31代マー伯爵マーガレット・オブ・マーの1名だけだった。その後、マー伯爵は2020年5月1日に貴族院議員を辞任した。
貴族院改革はイギリスの政治においてしばしば議論される問題であるが、1999年貴族院法以降から2020年2月現在まで大規模な法改正は行われなかった（2014年貴族院改革法や2015年貴族院(除名及び停止)法など小規模の改革はあった）。トニー・ブレア首相期に提出されたウェイカム報告書は世俗貴族議席の一部を公選で選出することを提案したが、この提案は広く批判され、庶民院で否決された。デーヴィッド・キャメロンの連立内閣期には貴族院議員を450名に制限する、世俗貴族の一部を直接選挙で選出する、庶民院議員に世襲貴族議員選挙の出馬を許可するなどが提案されたが、いずれも議会を通過しなかった。

## 世俗貴族の構成
1999年以降の貴族院で議員を務める世俗貴族は少数の世襲貴族と多数の一代貴族で構成されている。

### 世襲貴族
歴史上の貴族院の構成には数百人の世襲貴族（イングランドとスコットランドの貴族を含む）が含まれている。世襲貴族の創家の権利は国王にあり、現代ではほとんどの場合首相の助言に基づきなされている。
スコットランド貴族とアイルランド貴族は常に貴族院の議席を有しているわけではなかった。1707年にスコットランド王国とイングランド王国が合同してグレートブリテン王国が成立したとき、スコットランドの世襲貴族には全員議席を与えられず、貴族代表議員16名を選出する権限しか与えられなかった（任期は次の総選挙まで）。1801年にアイルランド王国とグレートブリテン王国が合同してグレートブリテン及びアイルランド連合王国が成立したときも同様であり、アイルランド貴族は貴族代表議員28名を選出する権限を与えられた（任期は終身）。1922年にアイルランドの大半がアイルランド自由国として独立すると、アイルランド貴族代表議員の制度は廃止された。スコットランド貴族代表議員も1963年貴族法でスコットランド貴族全員に議席を与えられたことでその役割を終えた。
1999年の貴族院改革以降、世襲貴族の議席は92議席に削減された。そのうち2議席は軍務伯と式部卿の在任者に与えられ、15議席は貴族院議員による選出で75議席は党派ごとの世襲貴族による互選で選出された。

### 一代貴族
一代貴族は世俗貴族、ひいては貴族院議員の大半を占め、2020年2月時点では貴族院議員793名のうち678名が一代貴族だった。一代貴族は1958年一代貴族法に基づき与えられた爵位であり、全員男爵だった。ほかの貴族と同じく、一代貴族の叙爵権限は国王にあり、首相あるいは貴族院任命委員会の助言に基づいて行われる。ただし、政党間の均衡を保つため、首相は慣習として他の政党の党首にも一部の一代貴族の指名を許可している。
2000年、イギリス政府はコッデナムのスティーブンソン男爵デニス・スティーブンソン率いる独立任命委員会（貴族院任命委員会）を設立して、一代貴族に叙するいわゆる「人民貴族」（People's peers）15人を選出することを発表した。

### 現存しない分類

#### 常任上訴貴族
2009年に連合王国最高裁判所が設立されるまで、常任上訴貴族（「法服貴族」とも）が貴族院の司法機能である最高裁判所としての役割を果たしていた。連合王国最高裁判所が設立されると、その時点の常任上訴貴族が横すべりで最高裁判所の裁判官に就任した。